# Mariusz Stawarski
Mariusz Stawarski (ur. 1961) – polski malarz, grafik, autor plakatów, ilustracji i rysunków satyrycznych. Jego twórczość łączy wpływy surrealizmu, realizmu magicznego, symbolizmu i groteski.

## Życiorys
W roku 1981 ukończył Państwowe Liceum Sztuk Plastycznych im. Władysława Hasiora w Koszalinie. W latach 1983–1988 studiował na Wydziale Architektury i Wzornictwa Przemysłowego Akademii Sztuk Pięknych w Gdańsku (dyplom w pracowni Zbigniewa Parandowskiego). Po ukończeniu studiów związany zawodowo z Muzeum Zamkowym w Malborku jako projektant wystaw i wydawnictw muzealnych.  W latach 1996–1999 współpracował jako ilustrator z tygodnikiem „Wprost”. Zajmuje się malarstwem, projektowaniem graficznym i rysunkiem satyrycznym. Od 1998 wystawia indywidualnie w kraju i za granicą. Mieszka i pracuje w Malborku.

## Nagrody i wyróżnienia
- 1989 – Srebrny Medal Satyrykonu[6]
- 1997 – Wyróżnienie w Międzynarodowym Konkursie Rysunkowym Aydin Dogan Vakfi w Stambule[7]
- 1997 – Wyróżnienie Satyrykonu[8]
- 1998 – Grand Prix Satyrykonu[9]
- 1998 – Złoty Medal (First Prize) w Międzynarodowym Konkursie Rysunkowym w Hajfie w Izraelu[potrzebny przypis]
- 1999 – Wyróżnienie w Międzynarodowym Konkursie Rysunkowym Aydin Dogan Vakfi w Stambule[7]
- 1999 – Nagroda „Książka Roku” Polskiej Sekcji Międzynarodowej Izby ds. Książek dla Młodych (IBBY) w kategorii ilustracje za książkę Sny dla dorosłych i dla dzieci (1998) z tekstem Marka Stokowskiego[10][11]
- 2000 – Wyróżnienie w Międzynarodowym Konkursie Rysunkowym Aydin Dogan Vakfi w Stambule[7]
- 2001 – Wyróżnienie w Międzynarodowym Konkursie Rysunkowym Aydin Dogan Vakfi w Stambule[7]
- 2003 – Nagroda specjalna Fundacji Satyrykon imienia Andrzeja Tomiałojcia[12]
- 2005 – Second Prize w Międzynarodowym Konkursie Rysunkowym Aydin Dogan Vakfi w Stambule[7]
- 2014 – Srebrny Medal Satyrykonu[13]

## Publikacje (jako malarz i ilustrator)
- Stawarski (katalog wystawy), Muzeum Zamkowe w Malborku i Muzeum Karykatury im. Eryka Lipińskiego, Malbork 2000, ISBN 83-86206-34-9
- Marek Stokowski (tekst), Mariusz Stawarski (ilustracje), Sny dla dorosłych i dla dzieci (humoreski), słowo/obraz terytoria, Gdańsk 1998, ISBN 83-87316-17-2[11]
- Zdzisław Smektała, Dziennik, ilustracje Mariusz Stawarski, Wydawnictwo Wrocławskie, Wrocław 2000, ISBN 83-87662-15-1[14]
- Sky Magic (antologia poezji dla dzieci), wybór tekstów Lee Bennett Hopkins(inne języki), ilustracje Mariusz Stawarski, Dutton Children’s Books, New York 2009, ISBN 978-0525478621[5]
- Marek Kamiński, Wyprawa, ilustracje Mariusz Stawarski, Instytut Marka Kamińskiego, Gdańsk 2011, ISBN 978-83-929787-4-9
- Marek Kamiński, Moje życie polarnika, ilustracje Mariusz Stawarski, Burda NG Polska, National Geographic, Warszawa 2011, ISBN 978-83-7596-707-4
- Marek Kamiński,  Alfabet, ilustracje Mariusz Stawarski, Wydawnictwo G+J RBA, National Geographic, Warszawa 2013, ISBN 978-83-7596-450-9
- Marek Kamiński, Odkryj, że biegun nosisz w sobie, ilustracje Mariusz Stawarski, Burda NG Polska, National Geographic, Warszawa, 2014, ISBN 978-83-7596-491-2
- Mariusz Stawarski. Malarstwo (album), Muzeum Zamkowe w Malborku, Malbork 2017, ISBN 978-83-60518-90-8

## Wystawy indywidualne
- 1999 – Oerlinghausen, Niemcy
- 2000 – Muzeum Zamkowe w Malborku
- 2000 – Galeria Zapiecek w Warszawie
- 2002 – Galeria Zapiecek w Warszawie
- 2008 – Lemgo, Niemcy
- 2017 – Muzeum Zamkowe w Malborku

## Udział w inicjatywach społecznych
Przekazywał swoje obrazy na aukcje charytatywne na rzecz kliniki rehabilitacyjnej „Budzik”, prowadzonej przez Ewę Błaszczyk, a także Fundacji Marka Kamińskiego i Wielkiej Orkiestry Świątecznej Pomocy.